# Asterism
「Asterism」（アステリズム）は、ChouChoの楽曲。2016年7月27日に15枚目のシングルとしてランティスから発売された。

## 概要
前作「空想トライアングル」以来、約6か月振りのリリース。表題曲「Asterism」は、テレビアニメ『Fate/kaleid liner プリズマ☆イリヤ ドライ!!』のオープニングテーマとして使用された。ChouChoが同アニメのオープニングテーマを担当するのは、「starlog」以来2作目である。
タイトルの「Asterism」は「星群」という意味。星座の瞬きがお互いを呼び合っているように見えたことから、登場人物を星座に見立て『離れた場所にいても時間や距離を超えて互いを呼び合う強い気持ち』という意味合いを込めてタイトルに採用した。
「Asterism」の歌詞は、ChouChoがアニメの脚本を読んだうえで書いており、アニメ第4期に入りシリアスさを増したストーリーの面白さやイリヤと美遊の心の中を表現している。また曲中の「もう一度会えたなら何かが変わるはず」というフレーズをお気に入りのフレーズとして挙げ、このフレーズに『希望』を込めたとインタビューで語っている。
CDジャケットにはシリーズの主人公・イリヤスフィールの変身した姿が描かれている。

## 批評
『リスアニ!』は、「アコースティックギターのセンチメンタルな音色や変わりゆく楽曲を飾る電子音の煌めき、幾重にも重なったコーラスが美しい。またたく星々になぞえられているキャラクターたちがどこにいてもお互いの存在を呼び合うように、音と音が奔流さながらのサウンドの中で呼応し合い、力強いアンサンブルを作り上げている。緊張感を醸し出す序盤では何処か寂しげな歌声はやがて憂いのベールを少しづつ脱ぎ捨てて、サビでは明るい声質で開放感を生み出しており、高いキーが続くその抑揚も丁寧に、夜空をあまねくかけめぐる昂揚感をたおやかに映し出している。「もう自分の運命から逃げない」との誓いを英語で歌い上げる終盤では、揺るがない想いに支えられた声が放つ清冽な響きがさらに曲の印象を鮮やかにする」と批評した。

## チャート成績
初週1,412枚を売り上げ、2016年8月8日付オリコン週間シングルランキングで初登場65位を獲得。チャート登場回数は3回。累計2,046枚のセールスを記録した。

## シングル収録内容
| 全作詞: ChouCho。 |                               |           |            |                  |      |
| #                 | タイトル                      | 作詞      | 作曲・編曲 | ストリングス編曲 | 時間 |
| 1.                | 「Asterism」                  | ChouCho   | AstroNoteS | 川本新           | 4:41 |
| 2.                | 「セフィロトの木」            | ChouCho   | rionos     |                  | 3:46 |
| 3.                | 「Asterism」(off vocal)       | ChouCho   |            |                  | 4:41 |
| 4.                | 「セフィロトの木」(off vocal) | ChouCho   |            |                  | 3:45 |
| 合計時間:         | 合計時間:                     | 合計時間: | 合計時間:  | 16:53            |      |

## 参加ミュージシャン
| Asterism - 関野元規（シンセサイザー、プログラミング） - 谷島シュン（エレクトリック・ギター、プログラミング） - 田辺トシノ（エレクトリック・ベース） - 川村ゆみ（コーラス） | セフィロトの木 - 内田佳宏（チェロ） |